# Nephelium uncinatum
Nephelium uncinatum är en kinesträdsväxtart som beskrevs av Ludwig Radlkofer och P.W. Leenhouts. Nephelium uncinatum ingår i släktet Nephelium och familjen kinesträdsväxter. Inga underarter finns listade i Catalogue of Life.